# Walking with a Panther
Albums de LL Cool J
Bigger and Deffer
(1987) Mama Said Knock You Out
(1990)
Singles
1. Going Back to Cali
Sortie : 27 janvier 1988
2. I'm That Type of Guy
Sortie : 24 mai 1989
3. Big Ole Butt
Sortie : 7 juillet 1989
4. One Shot at Love
Sortie : 31 octobre 1989
5. Jingling Baby
Sortie : 8 janvier 1990

Walking with a Panther est le troisième album studio de LL Cool J, sorti le 7 mars 1989.
L'album, qui a connu un grand succès commercial, a été critiqué comme un album trop commercial. Il s'est classé 1er au Top R&B/Hip-Hop Albums et 6e au Billboard 200 et a été certifié disque de platine par la Recording Industry Association of America (RIAA) le 9 août 1989.

## Liste des titres
| No  | Titre                                        | Contient un (des) sample(s) de | Durée |
| --- | -------------------------------------------- | --- | ----- |
| 1.  | Droppin' Em                                  | Doodle-Oop (The World Is a Bit Under the Weather) de Meters Groovy Lady des Meters The Big Beat de Billy Squier                                    | 4:22  |
| 2.  | Smokin', Dopin'                              | | 3:31  |
| 3.  | Fast Peg                                     | | 1:38  |
| 4.  | Clap Your Hands                              | | 5:07  |
| 5.  | Nitro                                        | (Not Just) Knee Deep de Funkadelic Funky Drummer de James Brown Say It Loud, I'm Black and I'm Proud de James Brown Funky President de James Brown | 4:43  |
| 6.  | You're My Heart                              | | 4:42  |
| 7.  | I'm That Type of Guy                         | March of the Winkies du MGM Studio Orchestra | 5:16  |
| 8.  | Why Do You Think They Call It Dope?          | | 3:49  |
| 9.  | Going Back to Cali                           | | 4:09  |
| 10. | It Gets No Rougher                           | Gimme Some More des J.B.'s Ain't We Funkin' Now des Brothers Johnson                                                                               | 5:16  |
| 11. | Big Ole Butt                                 | Ride Sally Ride de Dennis Coffey | 4:34  |
| 12. | One Shot at Love                             | | 4:18  |
| 13. | 1-900 LL Cool J                              | Watermelon Man de Herbie Hancock | 3:01  |
| 14. | Two Different Worlds (featuring Cydne Monet) | | 5:19  |
| 15. | Jealous                                      | Say What d'Idris Muhammad | 3:54  |
| 16. | Jingling Baby                                | Scorpio des Rhythm Addicts Hihache du Lafayette Afro Rock Band Main Theme (Black Belt Jones) de Dennis Coffey et Luchi De Jesus                    | 4:15  |
| 17. | Def Jam in the Motherland                    | Love Is the Message de MFSB | 4:35  |
| 18. | Change Your Ways                             | | 3:20  |